# Гаспринская, Шефика Исмаиловна
Шефика́ Исмаиловна Гаспри́нская (крымскотат. Şefiqa Gasprinskaya, Şefiqa Gaspıralı, 14 октября 1886, Бахчисарай, Таврическая губерния, Российская империя — 31 августа 1975, Стамбул, Турция) — лидер крымскотатарского движения «Исполнительный комитет мусульманок Крыма» («Кадынлар гюню»), которое действовало в Крыму в начале XX века. С её именем связано уникальное для ислама того времени явление, как женское мусульманское движение. 
Дочь известного крымскотатарского просветителя, лидера джадидизма и тюркизма Исмаила Гаспринского. Жена одного из основателей Азербайджанской Демократической Республики, Насиб-бека Усуббекова.

## Деятельность
В 1905 году Шефика Гаспринская стала редактором созданного её отцом Исмаилом Гаспринским первого в Крыму мусульманского женского журнала «Алем-и нисван» («Женский мир»), приложения к газете «Терджиман», которое выходило в свет на крымскотатарском языке.
В 1906 году Шефика вышла замуж за известного азербайджанского деятеля Юсуфа Несипбейли, ставшего в 1919—1920 году премьер-министром  правительства Азербайджанской демократической республики. Какое-то время живет в Гяндже (тогда Елизаветполь), в 1909 году брак распался, после чего Шафика вместе с двумя детьми вернулась в Бахчисарай.
1—11 мая 1917 года Шефика Гаспринская принимала участие в составе крымской делегации в работе I Всероссийского мусульманского съезда в Москве, избрана членом его руководящего орган. Позже она была избрана делегатом I Курултая крымскотатарского народа, который состоялся в Бахчисарае 9 декабря 1917 года и была назначена Национальным правительством крымскотатарского народа директором Симферопольского женского педагогического училища (Дар-уль-муаллимин). Стремительным продвижением крымских татар к разрешению женского вопроса в политико-правовой области стало включение в Конституцию провозглашённой Крымской народной республики в декабре 1917 года пункта о равенстве мужчины и женщины. Но эти начинания не были претворены в жизнь.
После разгрома Национального самоуправления крымскотатарского народа она покидает Крым и переезжает в Баку, где организует педагогическое училище и заведует им. 
После свержения национального азербайджанского правительства, её муж Насиб-бек Усуббеков был расстрелян и она эмигрировала в Турцию, где работала впоследствии заведующей сиротского дома. В 1930 году Шефика Гаспринская основала и возглавила в Стамбуле «Союз крымскотатарских женщин». Кроме этого она занималась проблемами крымскотатарских эмигрантов и благотворительностью.
В эмиграции на плечи Шефики легли заботы о двух младших братьях и сестре. В первые годы она занималась переводами, а также подрабатывала медицинской сестрой. В это время её поддерживал родственник по матери Юсуф Акчура, он помог ей на некоторое время устроиться на работу в «Красный Крест». 
До и в течение Второй мировой войны Шефика живет в семье дочери Зёхре, помогает в заботах о внуках. А в 1946 после тяжёлой операции перебирается к младшему брату Айдеру Али. 
Шефика Гаспринская (Гаспирали) умерла 31 августа 1975 года в Стамбуле и была похоронена на кладбище Зинджирликую.

## Семья

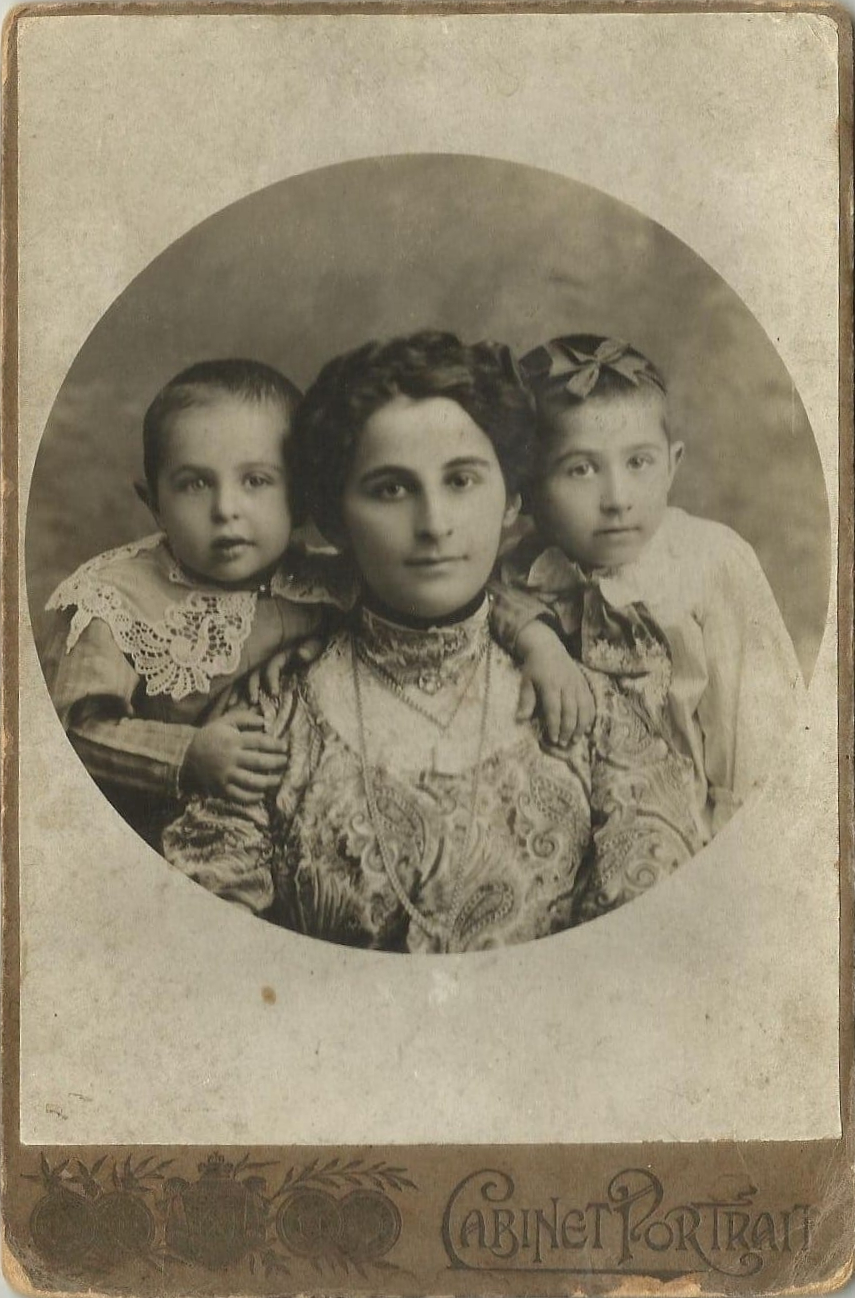
Шефика Гаспринская с сыном Ниязи и дочкой Зехрой

- Муж (1906—1909) — Насиб-бек Усуббеков (Юсифбейли). 
  - Дочь — Зехра, была названа в честь бабушки по матери, жены Исмаила Гаспирали Зухры Акчуриной. Зехра вышла замуж за Мирзу Гаджизаде (Гёкгёль)[азерб.] (1897—1980), одного из ста студентов, отправленных Азербайджанской Республикой на обучение за границу, и жила в Стамбуле под именем Зехра Гёкгёль[2][5]. В семье четверо детей: Сельжук (1930—?), Огуз  (1932—17 февраля 2022, Гамбург[6]), Демир (1946—?) и Шуле (1946—?) Гёкгёли[1].
  - Сын — Ниязи[азерб.] (1908, Гянджа — 25 декабря 1964), был назван в честь Ниязи-бея, героя Младотурецкой революции. Среднее образование получил в Галатасарайской средней школе, затем учился на историческом факультете Стамбульского университета, и окончил его. В 1939 году он защитил научную работу под названием «Хиунг-нулар» по истории Хунну. Во время эмиграции сменил фамилию на «Кюрдамир». Ниязи Юсифбейли (Кюрдамир) скончался в своем доме в Анкаре в результате сердечного приступа[5].
- Сестра (единокровная)  — Хатидже Гаспринская[7], от первого брака отца с Самурой Ханым, потомки Хатидже живут в Крыму[1].
- Брат — Рифат (1884—1925), журналист, редактор и издатель газеты «Терджиман». Заведующий музеем и библиотекой Исмаила Гаспринского в Бахчисарае, заместитель директора музея Ханского дворца.
- Сестра — Нигяр (1896—?), эмигрировала в Турцию, в первом браке замужем за управляющего по имени Сулейман[1], во втором за азербайджанского эмигранта Мешади Али Рафиева[8].
- Брат —  Джавад-Мансур или Джавдед-Мансур (1897 — 18 июня 1958), эмигрировал в Турцию, закончил литературно-географический факультет в Стамбуле, работал чиновником[1].
- Брат — Гейдар-Али или Айдер-Али (1897—1977), эмигрировал в Турцию, один из создателей организации «Благотворительного общества по содействию крымским мусульманам-эмигрантам», окончил медицинский университет в Стамбуле, работал в муниципальной больницу в Кайсери, был женат на Фатме Назлы Гаспыралы (1903—1991)[1].